# جونيور باركر
جونيور باركر (بالإنجليزية: Junior Parker)‏ هو موسيقي ومغني أمريكي، ولد في 27 مايو 1932 في كلاركسديل في الولايات المتحدة، وتوفي في 18 نوفمبر 1971 في بلو أيلاند في الولايات المتحدة.

## وصلات خارجية
- جونيور باركر على موقع IMDb (الإنجليزية)
- جونيور باركر على موقع ميوزك برينز (الإنجليزية)
- جونيور باركر على موقع إن إن دي بي (الإنجليزية)
- جونيور باركر على موقع أول ميوزيك (الإنجليزية)
- جونيور باركر على موقع ديسكوغز (الإنجليزية)
- جونيور باركر على موقع ديسكوغز (الإنجليزية)